# Народний Малахій
«Народний Малахій (Народній Малахій)» (1927) — трагікомедія українського письменника Миколи Куліша на п'ять дій, що поєднує класичні реалістичні риси з модерністськими.
Прем'єра відбулася в зимі 1927, в постановці Леся Курбаса, з Маріяном Крушельницьким (Малахій), Володимиром Блавацьким (Кум), Честяковою (Любуня), Доценко (Оля), і Криницькою (Тарасова), в головних ролях. Радянська влада чинила виставі неймовірні перешкоди, кілька разів змушувала її переробляти, а в 1929 — заборонила остаточно, після цього трагікомедія «Народній Малахій»  побачила світ тільки на  виставах у діаспорі.

## Загальна характеристика
Гостра і безжалісна сатира на пореволюційну дійсність у радянській Україні, глибокий і трагічний дисонанс між гаслами революції та реальними наслідками — характеризують твір Миколи Куліша.
Ім'я головного героя, Малахія, означає «пророк, посланець Божий», що вказує на основну проблему п'єси — проблему фальшивого самопроголошеного месії. Автор наголошує на неможливості втілення в життя утопічної ідеології та утвердження гуманістичних цінностей шляхом утиску індивідуальної свободи та людських жертв.
Загалом п'єса тяжіє до реалізму в зображенні подій та орієнтована на стару драматургічну школу через використання старосвітського гумору, проте в ній можна виділити певні модерністські риси: по-перше, модерністський сюжет із неоромантичною колізією зіткнення ідеалістичних уявлень з реальністю — історія божевілля, втрати зв'язку з дійсністю; по-друге, синкретизм мистецьких засобів — спроба запровадження в драматичний твір музики як органічної складової; по-третє, напрочуд емоційно та функціонально насичена мова не тільки персонажів, а й автора (ремарки у п'єсі слугують для ліризації та епізації подій, часто вони мають оцінний характер та складно реалізуються у постановках). Ці риси дозволяють назвати «Народного Малахія» межовим текстом між реалістичною та модерністською традиціями.

## Основні дійові особи
- Малахій Минович Стаканчик - листоноша з містечка Вчорашнього;
- Тарасовна — його дружина;
- Любуня — їхня молодша дочка;
- Кум — власник іконної крамниці;
- Оля — санітарка в харківській психіатричній лікарні;
- Аполінара — власниця борделю,
- Агапія — баба-прочанка

## Сюжет

### Перша дія
Дія відбувається у будинку на вулиці Міщанській із плачу Тарасовни, яка голосить за тим, хто її покидає. Середульша донька заспокоює матір і дає їй випити валер'янки, натомість Тарасовна просить отрути. Входить старша дочка, і сестра з матір'ю розпитують її, чи та покликала хрещеного і хор, на що старша відповідає ствердно і додає, що вони скоро прийдуть. Із діалогів стає відомо, що Тарасовна плаче за чоловіком, Малахієм, який побіг по паспорт до виконкому. Матір просить доньку підготувати частування для гостей. Потім тихо, немов у траурі, заходять сусіди, перед якими Тарасовна теж оплакує чоловіка і каже, що він уже підготував ціпок і торбинку з сухарями. Сусіди розпитують, чи не паломництвом вирішив зайнятися Малахій, на що його дружина відповіла, що той уже давно відрікся від релігії. Далі Тарасовна розповідає, що негаразди з чоловіком почалися із приходом революції, коли він замкнувся у коморі і просидів там два роки. Входить Любуня, молодша дочка, і розповідає, що бачила веселим батька, коли той вийшов із виконкому, т попрямував до начрайміла.
Входить кум і розповідає, що мав розмову із найрачмілом, і той сказав, що немає закону, який забороняв би тікати з дому. Після діалогу кума з Тарасовною входить Малахій і на питання першого про те, куди він вирушає, відповів: «У голубую даль». Стаканчик просить погасити лампадку, яку перед цим скомандував запалити кум. Із діалогу кумів з'ясовується, що Малахій підтримує соціалізм і революцію, тоді як його кум їх критикує. Стаканчик розповідає, що розробив проекти, які розглянули в Раді Народних Комісарів та передали на розгляд в НКО та НКОЗ, тому він і вирушає в дорогу — аби комісари не зрозуміли його проектів хибно. Самі ж проекти спрямовані на «реформу людини».
За командою кума хор починає співати «Милость мира» Дегтярьова — літургію, що раніше дуже подобалася Малахієві. Раптом забігла старша дочка та розповіла, що їхню найкращу курку вбив Тухля Василь Іванович. Малахій, знічений цим «варварством» та розчулений «Милостю мира», невпевнено похитуючись, усе ж покидає дім.

### Друга дія
Дія відбувається в РНК. Із телефонних розмов комендантів стає відомо, що комісаріат вважає Стаканчика божевільним, який у своїх проектах «наколотив гороху з капустою, оливи з мухами, намішав Біблії з Марксом, акафіста з Анти-Дюрінґом» та який постійно приводить із собою в РНК людей із дрібними провинами (хтось побився із жінкою, хтось вилаявся на іншого). Входить Малахій, ведучи за собою дідуся, колишнього військового в галіфе, літню даму, панночку, бліду дівчину і парубка. Малахій розповідає комендантам програму своїх проектів: негайна реформа людини, реформа «української мови з погляду повного соціалізму» та перенесення столиці України до Києва. Після цього він пояснює, чому привів із собою чоловіка в галіфе -той відповів бабі-прочанці, яку звати Агапія, на питання про дорогу на Єрусалим просто «проходьте» замість того, щоб спрямувати її до Ленінового мавзолею, «нового Єрусалиму», а дідуся — за відповідь прочанці «одчепись». Даму, Аполінару, Стаканчик запідозрив у тому, що вона пропонувала стати повією панночці, Матильді, а парубка — що той спокушав дівчину, Олю. На питання Олі, чи не був він у божевільні, Малахій відповідає ствердно — 27 років у своїй сім'ї, яку він і вважає божевільнею. Входять кум із Любунею і безрезультатно переконують Малахія повернутися. Комендант каже, що його проекти потребують детального опрацювання, а на час їх вивчення пропонує посаду в ОВИКу, проте Стаканчик згоден працювати лише в РНК. Кум просить комендантів силою завернути Малахія додому, але вони відповідають, що не мають підстав для цього, тоді кум передає листа від сім'ї із проханням направити Малахія до божевільні. Той протестує, називаючи себе народним делегатом, але коменданти обманом направляють його на обстеження до психіатрів у Сабурову Дачу.

### Третя дія
Дія починається із беззмістовних розмов божевільних і Малахія у Сабуровій Дачі. Виявляється, що Оля та парубок, якого Стаканчик привів у РНК, — санітари, і з їхніх діалогів стає відомо, що Оля завагітніла від свого коханого Кирюшика, який тепер її кинув. Малахій чує в своїх мареннях «Милость миру» упереміж з Інтернаціоналом, бачить голубі кола з блакитними центрами, а згодом бачить — наркомів у РНК, які слухають його доповідь про негайну реформу людини і захоплено аплодують. Після цих марень Малахій проголошує себе народним наркомом, Нармахнаром, і першим декретом зрікається родинного стану. На прохання божевільних він організовує їхню втечу. Коли всі хворі перелізли через паркан і саме лаштувався тікати Стаканчик, його зупинила Оля. Малахій розчулив її розповіддю про те, як Кирюшик повернеться з революції та прийде до своєї коханої та їхньої майбутньої дитини, і санітарка дозволила йому втекти з божевільні. Те, що Оля перейнялася його розповіддю і повірила в неї, Нармахнар вважає першим втіленням реформи людини в життя. У Сабурову Дачу приїздять кум і Любуня, проте вже не застають Малахія.

### Четверта дія
Дія розгортається на заводі «Серп і молот», де робітники помічають чоловіка у брилі, що перелазить через мур. Це — Малахій, який називає себе народним наркомом і заявляє про намір здійснити «негайну реформу людини» та «реформу українського роду». Він закликає зруйнувати мури, вийти в «голубу даль» і 12 серпня принести квіти та «голубенькі мрії» для початку нової епохи. У своїх промовах Малахій критикує приземленість людей, пасивність селян та зникнення Січі, наводячи приклади з історії та культури. Робітники ж реагують глузуванням, звинуваченнями у відірваності від життя та підозрою в небезпечних ідеях, однак Малахій не відступає, вважаючи, що лише його реформа здатна врятувати народ. Наприкінці його виводять із ливарного цеху, де палають червоні вогні й кипить робота, а він, дивлячись на заграви, називає їх «червоними мріями» й іде під гул «симфонії труда».

### П'ята дія
Дія відбувається в «установі» мадам Аполінари, де та боїться, що її зненацька може накрити міліція. Аполінара дає настанову Агапії в разі чого сказати, що до тієї приїхали онучки Оленька і Любонька. Заходять гості, розмовляють з дівчатами, і з цих розмов стає очевидно, що установа — це бордель. Любуня в діалозі з Аполінарою карається тим, що, можливо, її батько вже вдома. Приходить Оля і приводить із собою Малахія, за ними входить іще один гість із наполегливим проханням побачити Любуню, яку в борделі називають Мирою. Аполінара починає відмовляти його і не кличе Любуню, проте та сама заходить до кімнати, почувши батьків голос. Донька падає Малахієві в ноги та просить пробачення за те, що стала повією, виправдовуючись тим, що хотіла заробити грошей на його пошуки, проте батько каже, що зрікся родинного стану і що тепер він Нармахнар. Любуня пішла до комори, і згодом Агапія бачить, що та повісилася. Остаточно божевільний Малахій називає себе всесвітнім пастухом, дістає дудку і починає грати на ній «всесвітню голубу симфонію», яка насправді звучить страшенним дисонансом.

## Екзистенціалістські мотиви
В основу п'єси покладено традиційну неоромантичну колізію — розлад героя-ідеаліста з дійсністю. Малахій стає жертвою своєї мети — переробити світ у відповідності зі своїми мріями негайними реформами. Це персонаж, який живе у переломний час і не може уникнути вибору. У романтичній структурі герой здебільшого не може протистояти своєму часові, і М. Куліш переконує, що бунт проти епохи приречений на поразку, що це абсурдний, сізіфівський бунт, проте це не нівелює його потреби.
Малахій Стаканчик — трагічний і комічний, величний і жалюгідний водночас — прагне зруйнувати змертвілі форми бездуховного існування. Живучи в світі традицій Міщанської вулиці, він духовно вивищується через релігійні обряди. Його «так чудно тривожить» церковний спів, він «до буковки» знає Святе Письмо та бачить Бога уві сні. Внаслідок поверхового засвоєння принесених революцією ідей він переживає внутрішню кризу і доходить висновку, що близький і зрозумілий йому Бог помер. Проте відсутність морального суду не жахає Малахія, а приносить цілком безтривожне відчуття відповідальності за всі Божі творіння. Образ Бога в уявленні персонажа був надто примітивним, щоб його смерть стала трагедією. Якщо Бог такий схожий на звичайного селянина, то й Малахій може перейняти на себе його функції. Теза про смерть бога акцентувала в екзистенціалістській філософії проблему вибору і відповідальності, поставивши питання: «Хто має право робити вибір за всіх, коли не існує верховного судді та майбутньої відповідальності перед ним?» Малахій Стаканчик через свою обмеженість не переймається пошуками відповіді на це питання. Відкинувши Бога, він залишається носієм релігійної свідомості.
Малахій сповідує свободу, проте водночас відчуває себе обраним. Він не вільний у своєму виборі, а лише сповідує нового бога, яким стала для нього революція. Малахій упевнився, що Бог помер, але не дійшов висновку про особисту відповідальність кожної людини. Свободу він сприйняв не як існуючу й невід'ємну для кожного, а як подаровану (неважливо, Богом чи революцією), і в цьому, імовірно, й криється причина його краху.
Міщанська повсякденність, у якій існує Малахій, — це наскрізь фальшивий архаїчний світ, де людина лише імітує справжні почуття, а не живе ними. Театральність у стосунках Стаканчикових родичів (за винятком Любуні) і сусідів підкреслюється і стилем їхнього мовлення, і їхньою поведінкою та слугує постійним комічним засобом. На фоні свого оточення Малахій, попри своє надміру піднесене проповідницьке мовлення, видається єдиною нормальною людиною, адже його пафос — щирий. Вочевидь, за таких умов перед екстатичним героєм постає необхідність негайно щось змінити, і він з найкращих міркувань бере на себе місію реформатора. Малахія ніщо не зупиняє, бо революція дала йому свободу, проте цю свободу він визнає лише за собою. Таким чином він вивищується над своїм оточенням, прирікаючи себе на самотність і поступово втрачаючи хоч якось сприймати точку зору інших. Стаканчик замикається у своєму фанатизмові, його реакції на репліки інших персонажів стають неадекватними. Якщо в першій дії його поетичний піднесений тон мовлення вивищував понад над примітивним середовищем, то в наступних наростаючий пафос надає його словам абсурдного й комічного звучання. Малахій, що досі видавався єдиною щирою людиною серед містечкового оточення, ніби сам починає розігрувати фарс, уявляючи себе месією та носієм єдиної істини. Інші персонажі (і читачі) сприймають інакший зміст, аніж вкладає у свої слова Стаканчик, буквально його фрази розуміють лише пацієнти психлікарні.
Малахій починає повністю жити у своєму ілюзорному світі та оцінювати за його мірками світ реальний. Маніакальний реформатор ладен навернути в свою віру силою задля блага неправедних, керуючись дарованою йому свободою він жертвує свободою інших. Він такий певний у власній мудрості, що вимагає негайної реформи людини, і реформує й себе згідно з уявленнями про свою місію: із народного делегата він перетворює себе на Нармахнара Першого. У прагненні насильно загнати людей у рай він відкидає будь-які людські цінності та спокійно приймає людські жертви — спершу страждання Олі, яку він обманув задля своєї втечі із божевільні, а згодом і самогубство власної дочки.
У фіналі наростає релігійний мотив: людей, позбавлених свободи вибору та відповідальності за нього, Малахій сприймає, вочевидь, за стадо безпомічних ягнят, а себе уявляє всесвітнім пастухом, новим богом, яким він став, зрікшись Бога старого.

## Донкіхотство Малахія
Хоча у п'єсі не міститься прямих або непрямих посилань на роман М. Сервантеса «Премудрий гідальго Дон Кіхот з Ламанчі» (окрім, хіба однієї алюзії — репліки Любуні в п'ятій дії: «Мені млини чогось ввижаються, що край нашого містечка. А що, як папонька до млинів уже доходять, а я тут?»), однак критики (Ю. Лавріненко, Ю. Шевельов) однозначно впізнають у протагоністі Дон Кіхота. Підставою для цього можна вважати вже хоча б те, що і Малахій, і Дон Кіхот збожеволіли, читаючи книжки, їх спонукає до дії бажання змінити людей на краще і вони не розуміють зовнішнього світу, оцінюючи його за мірками власного ілюзорного світу.
У трактуванні М. Куліша донкіхотство — це безумство як душевна хвороба, спричинена зіткненням ідеальних уявлень про сутність революції з бюрократичною «радянщиною». У Малахія Стаканчика цей конфлікт розгортається всередині його свідомості. Божевілля персонажа можна охарактеризувати як епістемологічне, тобто таке, що є наслідком одночасного існування в одному й тому самому культурному просторі (у випадку Малахія — в одній голові) взаємозаперечних систем цінностей і знакових стратегій їхнього поширення. Життя Стаканчика, як і його репліки-проповіді є сумішшю ціннісних рядів, що заперечують одне одного — християнства та комунізму. До них домішуються уламки інших культурних епох: давньоіндійської (Риґведи), давньогрецької (герой прирівнює РНК до Олімпу), — в які М. Куліш майстерно вплітає елементи народницької та націоналістичної риторики й образності (голова РНК повинен торкатися голови представника народу гетьманською булавою). Найвищий вияв «епістемологічного безумства» Малахія — сцена проголошення себе народним наркомом, яка нагадує самочинне перейменування Алонсо Кіхани на Дон Кіхота в романі Сервантеса. Як і ламанчський гідальго, український мрійник змінює своє ім'я, тепер він — Нармахнар. А перед цим у промові Малахія привертає увагу поєднання концептуальних рядів: «Анкета моя: ціпок і торбина сухарів; родинного стану я зрікся, пішки пройшов увесь стаж попередній, воду я пив із ста семи криниць». Саме нове ім'я персонажа, поняття «анкета» і «стаж» запозичені з радянського канцелярського мовлення; «ціпок», «торбина сухарів», ходіння «пішки», вода «у ста семи криницях» — складові традиційного українського космосу; згадка про зречення від родинного стану — алюзія на Євангеліє, де говориться, що людина, яка вірує у Христа, забуває батька, матір і близьких.
Проте зберігається і зовнішній конфлікт між Дон Кіхотом-мрійником і радянським побутом, який набуває у п'єсі трагікомічних рис. Малахій потрапляє до Харкова, де намагається викласти свої божевільні ідеї комуністичному керівництву нової України. І трагедійність тут поглиблюється завдяки тому, що він не Стаканчик не просто створює незграбну ситуацію у щирому пориві до змін на краще, а й у тому, що він звертається до людей, які, так само, як і він, не здатні сприйняти чужу думку. Радянські чиновники постають не лише як породження більшовизму, а і як бюрократи взагалі — люди, які живуть за власними законами, індиферентними до долі інших.

## Текст
- Куліш М. Народний Малахій [Архівовано 9 березня 2022 у Wayback Machine.]. — Філадельфія: Видавництво «Київ», 1952. — 67 с.

1. ↑  Народний Малахій — Микола Куліш, повний текст твору. www.ukrlib.com.ua. Процитовано 13 серпня 2025.